# Geesinkorchis
Geesinkorchis es un género que tiene asignada cuatro especies de orquídeas. Es originario del sudeste de Asia en Borneo y Sumatra.

## Descripción
Este género está segregado de Coelogyne a causa de tener las polinias naciendo sobre una diminuta y delgada estipe, las flores se producen sucesivamente en una alargada inflorescencia.

## Etimología
El nombre del género significa la "orquídea de Geesink" (un entusiasta recolector alemán de orquídeas). 

## Especies
- Geesinkorchis alaticallosa de Vogel, Blumea 30: 201 (1984).
- Geesinkorchis breviunguiculata Shih C.Hsu, Gravend. & de Vogel, Blumea 50: 515 (2005).
- Geesinkorchis phaiostele (Ridl.) de Vogel, Blumea 30: 201 (1984).
- Geesinkorchis quadricarinata Shih C.Hsu, Gravend. & de Vogel, Blumea 50: 513 (2005).